# تشن يوفي
تشن يوفي (مواليد 1 مارس 1998) هي لاعبة كرة ريشة صينية، فازت بالميدالية الذهبية في فردي السيدات في أولمبياد 2020.